# البرج الأبيض
البرج الأبيض (بالإنجليزية: White Tower)‏، هو أقدم المباني في برج لندن، أمر ببناءه ويليام الفاتح في أواخر القرن الحادي عشر.